# Tramitichromis brevis
Tramitichromis brevis är en fiskart som först beskrevs av Boulenger, 1908.  Tramitichromis brevis ingår i släktet Tramitichromis och familjen Cichlidae. IUCN kategoriserar arten globalt som livskraftig. Inga underarter finns listade i Catalogue of Life.